# Chaetura meridionalis
Chaetura meridionalis là một loài chim trong họ Apodidae.